# Kelemen Árpád
Kelemen Árpád (Kajántó, 1932. november 20. – Kolozsvár, 1997. február 2.) villamosmérnök, egyetemi tanár, műszaki feltaláló, szakíró, RMDSZ-tisztségviselő.

## Életútja
Középiskolai tanulmányait a Kolozsvári Református Kollégiumban végezte (1951), két főiskolai diplomáját a bukaresti egyetem energetikai, ill. matematika–fizika karán szerezte (1956). Tervező energetikusként dolgozott Bukarestben (1956–58), majd a Kolozsvári Tervező Intézet munkatársa (1958–64); 1960-tól a kolozsvári műegyetem elektrotechnikai karának tanára, 1976-tól dékánja, majd tanszékvezető egyetemi tanár.
Előadásainak tárgya a fizika, majd a villamos meghajtások automatizálása. A műszaki tudományok doktora (1970), címét elismerte az Erlangen–Nürnberg-i Egyetem is, ahol Humboldt-ösztöndíjasként végzett kutatásokat. Tudományos és didaktikai munkája mellett fontos gyakorlati megvalósítások fűződnek nevéhez: a kolozsvári trolibuszvonalak egyenirányító központjának, az Unirea és Tehnofrig gépgyárak energiaellátó rendszerének s a város önműködő közlekedésirányító berendezéseinek terve. Doktorátusi vezető (1977), a doktori diplomák legfelsőbb bizottságának tagja (1982).
Érdeklődésének előterében a villamos meghajtás, léptető- és aszinkronmotorok vezérlési rendszere, valamint a teljesítményelektronika állt. Kolozsvárt megalapította az ország első mikroüzemét, ahol léptetőmotorokat gyártottak. Kutatásainak eredményeként születtek meg a romániai léptetőmotor-családok prototípusai; elkészítette a ROBOPAS nevű első saját léptetőmotorokkal felszerelt robotot, mely az 1982-es Bukaresti Nemzetközi Kiállításon került bemutatásra.
Kutatásainak eredményeit száznál több tudományos dolgozatban közölte hazai (Revista "Automatica și electronica", Revista "Energetica", Buletin Științific–Institutul Politehnic Cluj-Napoca) és nemzetközi szakfolyóiratokban, így a budapesti Elektrotechnika hasábjain. Meghívottként előadásokat tartott és adott közre Aachen, Mainz, Braunschweig, Stuttgart műegyetemein, Oxfordban és Cambridge-ben, a londoni és bécsi műegyetemen, az USA több egyetemén, valamint amerikai, angol és német cégeknél (köztük a General Electric–Schenektady, Siemens, Volkswagen, Mercedes, Telefunken, Philips műveknél).
Számos nemzetközi energetikai konferencián vett részt (Bécs, 1976; Düsseldorf, 1977; Brüsszel, 1978; Genf, 1979; Athén, Stuttgart, 1980; Budapest, 1982; Lausanne, Zürich, 1983). Tagja volt a Brüsszeli Nemzetközi Találmányi Bizottságnak és az Európai Fiatal Kutatók Versenyzsűrijének. Majd félszáz találmányát szabadalmazták Romániában, közülük jó néhányat külföldön is (USA, NSZK, Svájc, Anglia, Belgium, Ausztria, Olasz- és Franciaország). Tagjai közé választotta a New York-i Tudományos Akadémia.
1971-ben két aranyérmet nyert találmányaival: a Találmányok Brüsszeli Világkiállításán és a Nürnbergi Európa Kiállításon. Ugyanitt megkapta az Európai Tudományos Tanács oklevelét "A legeredményesebb feltaláló" címmel. 1979-ben szakértői sorába választotta az ENSZ három bizottsága: az UNESCO, az UNCTAD és a WIPO.
Román nyelvre fordította és kiegészítette Kovács Károly Pál magyar akadémikus egy villamos gépek tranziens folyamatairól szóló munkáját Analiza regimurilor tranzitorii ale mașinilor electrice címmel (társfordító Imecs Mária, 1980). Az elektronika – múlt és jövő c. gyűjteményben (Korunk Füzetek 2. Kolozsvár, 1983) Számítógép-nemzedékek c. dolgozatával szerepelt.

## Kötetei (válogatás)
- Motoare pas cu pas (társszerző M. Crivii, 1975);
- Acționări electrice (1976, 1979);
- Mutatoare (statikus áramirányítókról; társszerző Imecs Mária, 1978); *Sisteme de comandă și reglare incrementală a poziției (szakaszos helyzetet szabályozó rendszerekről; társszerző Benjamin Kuo–USA, M. Crivii és V. Trifa, 1980);
- Mutatoare, aplicații (statikus áramirányító-alkalmazásokról; társszerző Imecs Mária, G. Titz és I. Matlao, 1981);
- Electronică de putere (társszerző Imecs Mária, 1983. Magyarul Teljesítmény-elektronika címmel).

## Társasági tagság
- Magyarok Világszövetsége Országos tagja